# Chikara (fédération de catch)
Pour les articles homonymes, voir Chikara.
Chikara (parfois écrit en lettres majuscules et souvent désignée sous le nom de Chikara Pro) est une ancienne fédération de catch professionnel américaine localisée à Philadelphie, en Pennsylvanie. Le nom et le logo de la société s'inspirent du kanji signifiant « force ». Elle est fondée en 2002 par les lutteurs et coachs professionnels Mike Quackenbush (en) (qui est également l'un des membres) et Reckless Youth.
La fédération est spécialisée dans les matchs par équipe mélangeant catch et la lucha libre. Deux de leurs principaux events, le King of Trios, qui se déroule à l'origine entre février et mars, mais par la suite reporté en 2012 en septembre, et le Torneo Cibernetico, qui se déroule entre septembre et novembre, sont des matchs par équipe. Leurs autres principaux events incluent Aniversario en mai, et la Young Lions Cup qui se déroule entre juin et août.
Influencés par la lucha libre, les lutteurs signés à Chikara se classent dans les catégories tecnicos et rudos, des termes à la lucha libre désignant les protagonistes et antagonistes, respectivement. Comme dans la lucha libre, nombre de lutteurs portent un masque afin de marquer leur identité, et incarnent une gimmick qui leur est propre. Elle ferme en 2020 à la suite d'accusations d'agressions sexuelles envers le promoteur.

## Histoire
La fédération démarre le 7 janvier 2002 depuis la Wrestle Factory, une école de catch localisée à Allentown, créée par Mike Quackenbush (en) et Tom « Reckless Youth » Carter. Cinq mois plus tard, ils créent Chikara avec en-tête de liste UltraMantis, Mister ZERO, Dragonfly, Hallowicked et Ichabod Slayne. La même année, en mai, Chikara devient une fédération de catch afin d'agrandir son rang d'élèves. Le premier show se déroule 25 mai 2002 présentant les élèves de la Wrestle Factory aux côtés d'autres lutteurs indépendants tels que Don Montoya, CM Punk, Colt Cabana, Chris Hero, Love Bug, Marshal Law, et Blind Rage. Le main event du premier show présente Quackenbush, Youth et Don Montoya sous le nom de Black T-Shirt Squad face à la Gold Bond Mafia composée de Chris Hero, CM Punk, et Colt Cabana. Les premiers jours, Blind Rage, Hallowicked, et Ichabod Slayne forment un stable du nom de Night Shift, qui deviendra le groupe rudos (protagoniste) le plus acclamé de la fédération. Ils affrontent fréquemment des lutteurs tecnicos (antagoniste) comme Quackenbush, Youth, et UltraMantis. En 2002, l'ancien lutteur de la WCW La Parka se joint à Mister ZERO face à Quackenbush et Youth.
2002 marque également le commencement d'une poursuite judiciaire menée contre Chikara par un voisinage qui estimait que leurs prestations ne devaient pas se dérouler à cet endroit. Chikara est alors jugé comme inapte à faire ses shows. Pendant l'inactivité de Chikara, des cassettes de leurs premiers exploits, intitulées The Renaissance Dawns et Baila, Parka, Baila, sont mises en vente. Chikara trouve un accord avec la St. John’s Lutheran Church d'Allentown afin qu'il puisse faire ses shows à quelques pas de la Wrestle Factory. Là-bas, les lutteurs Wildcards (Eddie Kingston et BlackJack Marciano), Gran Akuma (en), DJ Skittlez, Melvin Snodgrass et Lester Crabtree, Jigsaw, et Bryce Remsburg font leurs débuts. Chikara démarre ensuite un concept qui restera gravé dans l'histoire de la fédération, la Chikara Young Lions Cup. En 2004, Chris Hero devient coach à la Chikara Wrestle Factory, en remplacement de Carter. En 2005, Jorge « Skayde » Rivera se joint en tant que troisième coach. En mars 2005, la fédération se délocalise à la New Alhambra Arena de Philadelphie. Les DVD et VHS des events de la société sont par ailleurs disponibles via Smart Mark Video. Chikara atteint son pic de popularité avec 550 personnes assistant à leurs prestations à la New Alhambra Arena, le 2 mars 2008. Ce record est battu le 31 janvier 2010 pendant la neuvième saison de leur show intitulé A Touch of Class, avec 600 personnes. Plus tard la même année, le 25 juillet, le record d'audience est de nouveau battu avec 755 personnes assistant at Chikarasaurus Rex: King of Show. Le show est édité en DVD par Smart Mark Video moins de 24 heures après. Le 26 avril 2009, Chikara annonce un accord avec la Dragon Gate USA, ce qui mène les lutteurs de Chikara à prendre part aux events de Dragon Gate.
Le 25 avril 2010, Chikara annonce la parution d'un jeu vidéo multi-consoles intitulé Rudo Resurrection. Cependant, aucune parution n'a été effectuée jusque-là. Le 1er août 2011, Chikara annonce leur premier pay-per-view en live via Internet (iPPV), High Noon, qui se déroule le 13 novembre 2011. L'event atteint un nouveau record d'audience pour la fédération avec 864 spectateurs. En 2012, High Noon est suivi par les autres iPPV que sont Chikarasaurus Rex: How to Hatch a Dinosaur et Under the Hood,. En février 2012, Chikara lance son premier « site Internet web comics »(Archive.org • Wikiwix • Archive.is • Google • Que faire ?) (consulté le 14 avril 2014), écrit par Joey Esposito et dessiné par Alex Cormack, racontant les origines secrètes du lutteur Frightmare. Le 6 avril 2013, Chikara prend part au WrestleCon, lors du week-end du WrestleMania 29 à Secaucus (New Jersey), avec un event qui battra une nouvelle fois le record d'audience de la fédération. Au fil des années, Chikara s'associe à de nombreuses fédérations japonaises dont Dragon Gate, Ice Ribbon (en), JWP Joshi Puroresu (en) et Sendai Girls' Pro Wrestling (en). En décembre 2011, Chikara participe au week-end JoshiMania, aux côtés de prestigieuses célébrités telles que joshi puroresu. Des lutteurs tels qu'Aja Kong, Dick Togo, Great Sasuke, Jinsei Shinzaki, Kana, Kaori Yoneyama, Kota Ibushi, et Mayumi Ozaki ont fait quelques brèves apparitions à la fédération ; Manami Toyota, elle, participe fréquemment aux events de Chikara depuis juillet . Depuis 2010, Chikara travaille aux côtés de l'Osaka Pro Wrestling (en).
Le 2 juin 2013, Chikara conclut son quatrième iPPV, Aniversario: Never Compromise. À la suite de cet event, Chikara commence son inactivité et « annule » les events à venir (des events fictifs qui n'ont jamais été programmés). Chikara ne programme aucun event en 2013, à l'exception d'un show programmé le 2 novembre November 2 dans le Franklin Delano Roosevelt Park de Philadelphie, dans le but de raviver la fédération,,. En octobre 2013, Neon Alley (en) rachète 26 events de Chikara. Le 1er février 2014, un nouveau show Chikara est annoncé pour le 25 mai 2014.

## Chikara Wrestle Factory
Chikara dirige actuellement une école de catch nommée Chikara Wrestle Factory. Elle a été fondée en 2002 par Mike Quackenbush et Reckless Youth. Après avoir commencé leurs premiers cours, et à la suite de la création de Chikara, Reckless quitte la fédération. Quackenbush entraine lui-même ses élèves avant de recruter Chris Hero pour l'assister en été 2004. Hero emménage en Pennsylvanie.

## Roster

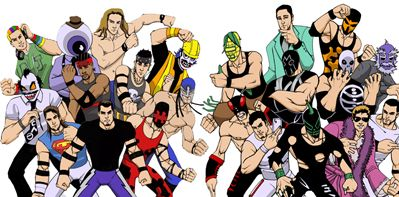
Roster de Chikara en 2005.

Tecnicos
1. Amasis
2. Argus
3. Ashley Remington
4. Dasher Hatfield
5. Eddie Kingston
6. El Hijo del Ice Cream
7. Fire Ant
8. Heidi Lovelace
9. Hermit Crab
10. Hype Rockwell
11. Icarus
12. Ice Cream Jr.
13. Jervis Cottonbelly
14. Kobald
15. Kodama
16. Mark Angelosetti
17. Obariyon
18. Officer Warren Barksdale
19. Oleg the Usurper
20. Ophidian
21. Princess KimberLee
22. Race Jaxon
23. Rock Lobster
24. Shynron
25. Silver Ant
26. Soldier Ant
27. Thunderfrog
28. Worker Ant II

Rudos
1. Arctic Rescue Ant
2. Blaster McMassive
3. Blind Rage
4. Bugg Nevans
5. Chuck Taylor™
6. Drew Gulak
7. Flex Rumblecrunch
8. Frightmare
9. El Hijo del Ice Cream
10. Hallowicked
11. Ice Cream, Jr.
12. Jaka
13. Jakob Hammermeier
14. Juan Francisco De Coronado
15. Lucas Calhoun
16. Missile Assault Man
17. Mr. Azerbaijan
18. Orange Cassidy
19. Pinkie Sanchez
20. Prakash Sabar
21. Proletariat Boar of Moldova
22. Snowflake
23. Swamp Monster
24. Wani

```
 
```

### Arbitres
- Bryce Remsburg – arbitre, annonceur, présentateur au Chikara Event Center
- Daniel Yost
- Jonathan Barber
- Larry Peace
- Troy Nelson

### Championnats et accomplissements
| Titre                  | Champion(s) final                                      | Champion(s) précédent(s)             | Date de Victoire | Lieu                       |
| ---------------------- | ------------------------------------------------------ | ------------------------------------ | ---------------- | -------------------------- |
| Grand Championship     | Dasher Hatfield                                        | Mark Angelosetti                     | 05 avril 2019    | Jersey City, New Jersey    |
| Campeonatos de Parejas | The Bird & the Bee (Solo Darling & Willow Nightingale) | FIST (Tony Deppen & Travis Huckabee) | 09 novembre 2019 | Philadelphie, Pennsylvanie |
| Young Lions Cup        | Ricky South                                            | (Vacant)                             | 18 janvier 2020  | Philadelphie, Pennsylvanie |

## DVD
| Titre                            | Date de parution | Région | Informations complémentaires        |
| -------------------------------- | ---------------- | ------ | ----------------------------------- |
| Best of 2004 : Road Trip Edition | 2004             | NTSC   | Contient 10 matches de 2004         |
| Best of Chikara                  | 6 novembre 2007  | PAL    | Contient 9 matches de 2005 et 2006. |
| Best of 2007                     | 2008             | PAL    | Contient 23 matches de 2007         |